# Gabriela Piontkowski

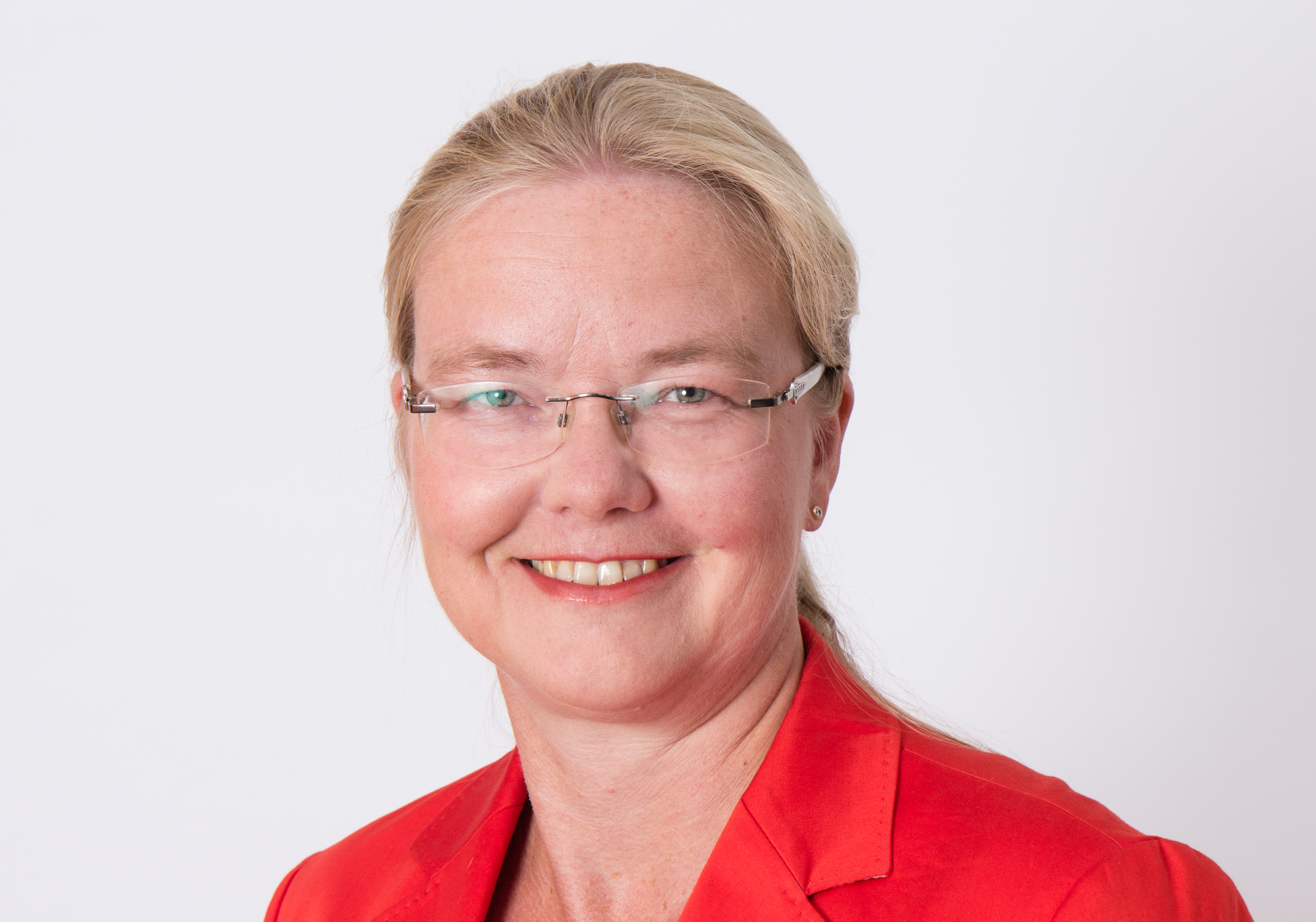
Gabriela Piontkowski, 2014

Gabriela Trudel Piontkowski (* 26. August 1968 in Bremerhaven) ist eine Bremer Politikerin (CDU) und war Mitglied der Bremischen Bürgerschaft.

## Biografie

### Ausbildung und Beruf
Piontkowski ist Juristin und Staatsanwältin. Sie arbeitet derzeit als Dozentin an der Hochschule für Öffentliche Verwaltung und unterrichtet sowohl im Studiengang Polizeivollzugsdienst als auch am Fortbildungsinstitut der Hochschule.

### Politik
Piontkowski ist Vorsitzende des CDU-Ortsverbandes Borgfeld und Stellvertretende Vorsitzende im CDU-Kreisvorstand Bremen Stadt. Sie ist Vorsitzende des Landesarbeitskreises Christlich-Demokratischer Juristen. Außerdem ist sie Mitglied im Bundesvorstand des Bundesarbeitskreis Christlich-Demokratischer Juristen. Von 2003 bis 2011 war sie Sprecherin des Beirats in Borgfeld sowie von 2004 bis 2011 Personalratsvorsitzende der Staatsanwaltschaft Bremen. Zwischen 2008 und 2012 war sie Mitglied im CDU-Landesvorstand.
In der 18. Wahlperiode war sie von 2011 bis 2015 Mitglied der Bremischen Bürgerschaft. Sie war Fraktionssprecherin der CDU für Finanzen und für Justiz.
Sie war Vorsitzende des Petitionsausschusses sowie vertreten im
Rechtsausschuss als rechtspolitische Sprecherin ihrer Fraktion,
Richterwahlausschuss,
Haushalts- und Finanzausschuss (Land und Stadt),
Rechnungsprüfungsausschuss (Land und Stadt)
Betriebsausschuss Performa Nord
und im
Wahlprüfungsgericht. Für die 19. Wahlperiode wurde sie von ihrer Partei nicht wieder berücksichtigt.